# Kriget mot Islamiska staten
Kriget mot Islamiska staten syftar på de många militära insatser som påbörjades efter att Islamiska staten (även kallat IS, ISIS och Daesh) gjort stora landvinningar i Syrien och Irak, där de sommaren 2014 utropade ett kalifat. Under sina erövringar begick Islamiska staten mycket grova folkrättsbrott, däribland förföljelser av minoriteter, massvåldtäkter, och folkmord. Övergreppen fick stor uppmärksamhet i omvärlden. 
Islamiska staten lade snabbt under sig ett stort område efter att Iraks näst största stad Mosul fallit i islamisternas händer sommaren 2014 och IS där kommit över stora mängder krigsmateriel. I Syrien blev kampen mot IS en del av det syriska inbördeskriget med dess komplicerade och skiftande allianser. Som mest kontrollerade IS en tredjedel av Syrien och 40 procent av Irak. ar-Raqqa i norra Syrien gjordes till kalifatets huvudstad. Kalifatet bekämpades på marken av stora styrkor från den irakiska armén, miliser från Irakiska Kurdistan och SDF, Syriska demokratiska styrkorna, som var en allians av militära grupper med bas i Rojava i norra Syrien. Dessa marktrupper fick stort luftunderstöd och annat stöd genom en USA-ledd militär insats som inkluderade 86 länder, varav inte alla bidrog militärt. Även den syriska Assad-regeringens trupper bekämpade IS, med stöd av Ryssland. Turkiet gjorde i norra Syrien krigsinsatser som riktade sig både mot IS och det kurdiska självstyret i området.
År 2015 trycktes Islamiska staten tillbaka på allvar, och började då begå flera dödliga terrordåd i Europa. 2017 förlorade kalifatet flera viktiga städer, däribland ar-Raqqa och Mosul, varpå det kollapsade. Två år senare förlorade man sitt sista fäste i Irak och Syrien då Baghuz föll. Efter att ha förlorat sitt territorium har Islamiska staten främst ägnat sig åt gerillakrigföring och terrorism.
Parallellt med striderna i Syrien och Irak etablerade Islamiska staten sig i flera andra delar av världen, däribland i Västafrika, Nordafrika, och Jemen.

## Bakgrund
Islamiska staten är en salafistisk jihadistisk terrorgrupp. Föregångaren till organisationen, Al-Qaida i Irak, bildades under Irakkriget år 2003 under vilket man genomförde flera brutal dåd. Efter att ledaren Abu Musab az-Zarqawi dödats 2006 slog gruppen ihop sig med flera mindre miliser och bytte namn till Islamiska staten i Irak för att bättre återspegla dess territoriella anspråk. Gruppen var initialt inte speciellt populär på grund av sin hårda behandling av lokalbefolkningen. År 2010 tog Abu Bakr al-Baghdadi över organisationen, vars popularitet började öka till följd av den sunnifientliga politik som fördes av Iraks shiamuslimska premiärminister Nuri al-Maliki.
När det syriska inbördeskriget utbröt år 2011 förlorade Bashar al-Assads regim snabbt kontrollen över östra Syrien, och många av de grupperna som fanns där började sedan strida med varandra. Detta gjorde att islamistiska grupper, däribland Islamiska staten i Irak, relativt snabbt kunde ta kontroll över stora landområden. Man bytte då namn till Islamiska staten i Irak och Syrien (ISIS). I sina besittningar påtvingade man befolkningen en strikt version av muslimsk lag. Från sitt fäste i Raqqa kunde rörelsen sedan snabbt expandera, och lockade till sig många nya rekryter med hjälp av sin propaganda. De oljefält man tog över i Syrien var en viktig inkomstkälla för gruppen, som kunde sälja oljan på svarta marknaden.
ISIS fick stor uppmärksamhet för den brutalitet de praktiserade. Bland de brott mot mänskligheten organisationen begått återfinns religiös förföljelse av shiamuslimer och kristna, massavrättningar, massvåldtäkter, halshuggningar av journalister, samt förstörelse av flera världsarv. Man utförde även ett folkmord på yazidier, i vilket över 5 000 män mördades och 7 000 kvinnor och flickor kidnappades för att användas som sexslavar. Gruppen fördömdes av ett enat internationellt samfund och terrorstämplades av FN:s säkerhetsråd.
Efter att den irakiska storstaden Mosul fallit i ISIS händer 10 juni 2014 var oron mycket stor för att gruppen skulle expandera ytterligare. Den 29 juni utropade organisationen ett kalifat i de områden man erövrat. Från och med då hette gruppen enbart Islamiska staten.

## Militära insatser i Irak och Syrien

### Marktrupper från Irak och Rojava
Striderna i Irak genomfördes av irakiska arméns marktrupper med stöd från Iran samt kurdiska miliser i Irakiska Kurdistan. I juni 2014 bad Iraks regering om stöd från USA. Detta beviljades i augusti 2014, varefter USA tog initiativ till en stor insats med framför allt luftunderstöd för marktrupperna.
I den halvautonoma kurdiskdominerade regionen Rojava i norra Syrien formerades i december 2015 Syriska demokratiska styrkorna SDF som en militär allians av i första hand kurdiska, syrianska/assyriska och arabiska styrkor i kamp mot Islamiska staten (IS). SDF stod för större delen av markstriderna mot IS i Syrien, med luftunderstöd från den USA-ledda koalitionen.

### USA-ledd koalition
5 september 2014 kom 9 NATO-länder överens om att stötta en USA-ledd insats i Irak och Syrien. Dessa var Australien, Danmark, Frankrike, Italien, Kanada, Polen, Storbritannien, Turkiet, och Tyskland. Även Bahrain, Förenade arabemiraten, Jordanien, Nederländerna, Qatar, och Saudiarabien anslöt sig snart till den militära insatsen. Senare samma år utökades koalitionen till att innefatta ett sextiotal länder, där alla dock inte bidrog militärt. I denna grupp ingick bland annat Sverige. Vid krigets slut hade 86 länder anslutit sig till koalitionen.
Koalitionsstyrkorna kallades officiellt för Combined Joint Task Force - Operation Inherent Resolve (CJTF - OIR). De grupper som stöttades av koalitionen var i Irak framför allt Iraks armé samt kurdiska miliser i irakiska Kurdistan, och i Syrien den arabisk-kurdiska militäralliansen syriska demokratiska styrkorna (SDF). Koalitionen bidrog med luftunderstöd, träning, och krigsmateriel. medan striderna på marken fördes av lokala miliser. I Syrien dödades totalt dödades cirka 11 000 YPG-soldater i kriget mot IS.
Flera länder skickade även ett i sammanhanget mindre antal soldater, däribland USA, Tyskland, Italien, och Kanada. Sammanlagt skickade dessa länder drygt 10 000 soldater till området.

### Rysslandsledd insats till stöd för Assadregeringen
Bashar al-Assads regim fördömdes av omvärlden för sina brott mot mänskliga rättigheter i samband med syriska inbördeskriget, men åtnjöt ett fortsatt stöd från bland annat Iran och Ryssland. Då Islamiska staten fortsatte att expandera längre in i Syrien och i maj 2015 lyckades erövra Palmyra blev det uppenbart att Damaskusregimen riskerade att falla. I september samma år annonserade Ryssland att man samarbetade med Iran, Irak, och Syrien i kriget mot Islamiska staten. Det stod snart klart att insatsen framför allt inriktades mot områden som inte hölls av IS utan av andra syriska rebeller som bekämpade Assad. I september 2018 hade Ryssland kvar två baser i Syrien. Syrian Observatory for Human Rights rapporterar att totalt 8700 civila i ryska attacker och att Ryssland förlorade 264 ryska och inhyrda soldater.
För Ryssland handlade insatsen främst om att stärka Assadregimen, dels på grund av Syriens stora oljetillgångar som man hoppades kunna ta del av, men också för att bryta den politiska isolering man hamnat i sedan annekteringen av Krim 2014. Iran var ute efter att öka sitt inflytande i området med hjälp av lojala miliser och på så vis etablera en militär närvaro i Syrien. Man oroade sig också för att en fientligt sinnad regim skulle ta över om Assad avsattes.

### Turkisk invasion av norra Syrien
Turkiet förhöll sig inledningsvis relativt passivt i förhållande till IS och kriget i Syrien. I januari 2014 publicerade den turkiska tidningen Cumhuriyet rapporter om att den turkiska säkerhetstjänsten MIT smugglade vapen till islamistiska rebellgrupper i Syrien. De turkiska myndigheterna förnekade sådant stöd och de två ansvariga journalisterna anklagades för spioneri.
Trots att USA och andra Nato-allierade från början av 2014 bekämpade IS i norra Syrien tvekade Turkiet inledningsvis att medverka eftersom den USA-ledda alliansen kämpade tillsammans med den kurdiska milisen YPG, som av Turkiet betraktades som terrorister och identiska med PKK. Först i juni 2014 tillät Turkiet alliansen att använda turkiska flygbaser för attacker mot IS. Situationen komplicerades av att Turkiet i november 2015 sköt ned ett ryskt stridsflygplan. Planet ingick i den ryska offensiv som påstods rikta sig mot IS men som snarare vände sig mot andra grupper som med stöd av Turkiet bekämpade Assad.
Under 2015 och 2016 genomförde IS ett antal självmordsbombningar i Turkiet. Den 24 augusti 2016 invaderade Turkiet norra Syrien för att tillsammans med sina allierade i Fria syriska armén befria en gränsstad från IS. President Erdogan deklarerade att insatsen var del en större kampanj för att bekämpa både IS och det kurdiska självstyret som man ansåg var ett hot mot Turkiets säkerhet. Sedan dess har Turkiet genomfört ytterligare militära insatser som efter kalifatets fall riktat sig helt mot det kurdiskdomierade självstyret. Hösten 2022 ockuperade Turkiet tillsammans med sina syriska allierade cirka 8 835 kvadratkilometer av Syrien.

## Förlopp i Irak och Syrien

### 2014

Islamiska staten då kalifatet utropades, juni 2014.

Andra halvan av 2014 var då islamiska staten började expandera på allvar. 10 juni faller Mosul i Islamiska statens händer, varpå gruppen avrättar 600 shiitiska fångar i Badoushfängelset. Dagen därpå faller Tikrit, 15 mil norr om Baghdad. Shiamuslimska Iran skickar 2 000 soldater till Irak, som också styrs av shiiter, och hjälper landet återta större delen av Tikrit. Situationen var dock fortfarande ansträngd, och 18 juni ber Iraks regering USA om hjälp i form av flygattacker mot Islamiska staten, något som dock kommer att dröja. 29 juni utropas kalifatet, och Islamiska staten kräver att "alla muslimer ska svära trohet till kalifen, ledaren Abu Bakr al-Baghdadi.
Därefter fortsatte framgångarna för Islamiska staten. 17 juli tog man kontroll över ett stort gasfält i Homs i Syrien och dödade 270 personer, de flesta regeringssoldater. 2-3 augusti erövrade man städerna Sinjar, Wana och Zummar i norra Irak från kurdiska styrkor, två oljefält, och ett kraftverk. Samma vecka föll Mosuldammen i islamisternas händer. Dammen är byggd på en instabil grund och därför kräver ständigt underhåll. Om dammen slutade fungera, eller saboterades, skulle det kunna leda till en flodvåg på 20 meter som uppskattades kunna leda till en halv miljon dödsfall. USA sade sig vara "extremt bekymrade" över utvecklingen.
Inledningsvis uppskattade USA att antalet IS-krigare var 10 000, men i september 2014 deklarerade CIA att detta var en för låg siffra och uppskattade antalet till 20 000 - 31 500. I november samma år uppskattade en irakisk-kurdisk ledare att antalet IS-krigare var åtminstone 200 000 och att allt fler anslöt sig, både från krigsområdet och ditresta från andra länder.
7 augusti annonserar USA:s president Barack Obama att han godkänt "begränsade" amerikanska bombningar av Islamiska staten. Detta för att förhindra att den kurdiska huvudstaden Erbil skulle falla, men också för att stoppa det folkmord Obama menade var på väg att genomföras mot Yezidier och andra minoriteter i Sinjarbergen. Obama, som hade byggt mycket av sin presidentkampanj på motstånd till Irakkriget, försäkrade dock att han inte tänkte låta USA dras in i ännu ett krig i Irak. 18 augusti återtog Irak Mosuldammen. Islamiska staten fortsatte dock att uppvisa strategisk kompetens på slagfältet, och i slutet av augusti hade man erövrat hela Raqqa-provinsen från den syriska armén. 5 september kom USA och nio andra NATO-länder överens om att inleda en koalition mot gruppen, till vilken flera länder senare anslöt sig till. Samma månad erövrade Islamiska staten den syriska gränsstaden Kobane, vilket fick 66 000 personer att fly till Turkiet. Detta följdes av intensiva bombningar av staden av den USA-ledda koalitionen, som nu dragits in i kriget på allvar. I november enades Islamiska staten och dess tidigare rivaler Nusrafronten, den andra stora salafist-jihadistiska organisationen i Syrien, om att sluta bekämpa varandra för att kunna fokusera på Assads regim och på den västerländska koalitionen. Under slutet av 2014 nådde det nybildade kalifatet sitt territoriella zenit då man kontrollerade över 100 000 kvadratkilometer och var hem åt nästan 12 miljoner människor.

### 2015
2015 bjöd på såväl segrar som bakslag för Islamiska staten. Efter fyra månaders strider, den 26 januari, lyckas kurdiska styrkor med den USA-ledda koalitionens hjälp återta Kobane. Islamiska staten avancerade dock på flera håll, bland annat i nordöstra Syrien där man tagit flera assyriska byar, bränt ned kyrkor, och tagit över 200 assyrier som gisslan. I april erövrade man det palestinska flyktinglägret Jarmuk i utkanten av den syriska huvudstaden Damaskus. I maj avancerade man i såväl Irak och Syrien och erövrade Ramadi och den antika staden Palmyra. I Palmyra sprängde man flera världsarv, och det var också stadens fall som sägs ha övertygat Rysslands regering om att den syriska regimens överlevnad stod på spel, varefter de också involverade sig i kriget.
De många fronterna fick till slut Islamiska staten att börja krackelera, och mot slutet av året hade kurderna lyckats återta Sinjar samtidigt som Irak återerövrat oljefältet Baiji, en av gruppens viktigaste inkomstkällor. Efter att organisationen genomfört ett terrordåd i Paris där 129 personer dödades förkunnade den franske presidenten Francois Hollande att Frankrike nu låg i krig, varefter landet påbörjade en bomboffensiv mot Islamiska statens huvudstad ar-Raqqa.

### 2016

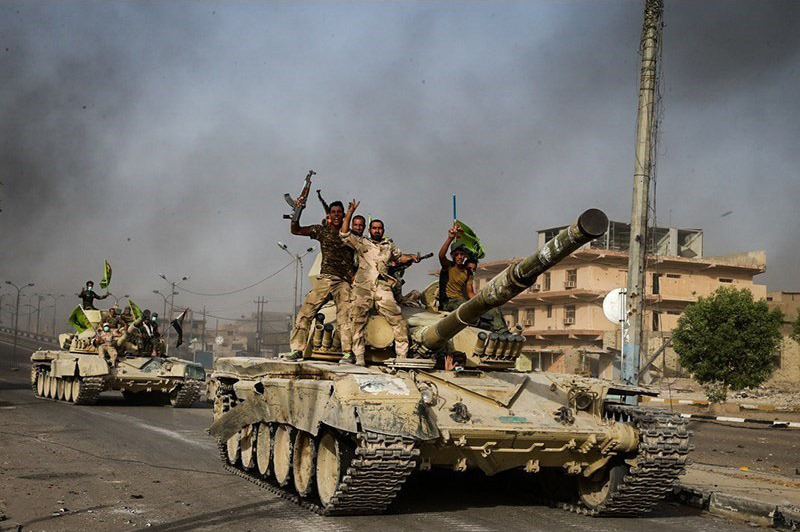
Irakiska styrkor återtar Fallujah.

Till följd av de hårda striderna som nu pågick på flera platser i Irak och Syrien fick den Islamiska staten erfara flera motgångar. Med hjälp av den USA-ledda koalitionen lyckades den irakiska armén återerövra stora landområden, däribland städerna Hit, Bakhdida, och Falluja. Understödda av ryska flygbombningar lyckades den syriska armén återta flera städer i provinsen Homs, inklusive Palmyra.  Under sommaren lyckades syriska demokratiska styrkorna (SDF) framgångsrikt befria Manbij genom Manbijoffensiven. I augusti invaderade Turkiet norra Syrien med det uttalade målet att befria området från terrorgrupper som hotade landets säkerhet, vilket man menade var både Islamiska staten och kurdiska YPG. Senare samma år erövrade Turkiet staden Dabiq från Islamiska staten. Staden var av begränsat strategiskt värde för båda sidor, men symboliskt mycket viktig för Islamiska staten då en sunnimuslimsk profetia förutspår att den skall vara skådeplats för en apokalyptisk slutstrid mellan kristna och muslimer.
I september förkunnade Irak att Islamiska staten inte längre kontrollerade några irakiska oljefält. Under hösten påbörjades slaget om Mosul, och samtidigt inledde kurdiska styrkor en offensiv norr om Raqqa. Enligt FN:s flyktingorgan använde Islamiska staten mänskliga sköldar för att stoppa fiendens frammarsch.  Efter att de kurdiska styrkorna närmat sig Raqqa inledde de tillsammans med den USA-ledda koalitionen en operation som syftade till att isolera staden inför en eventuell invasion. Efter ett år av motgångar lyckades Islamiska staten återta Palmyra, då den syriska armén var upptagen i strider mot syriska rebeller i Aleppo.

### 2017

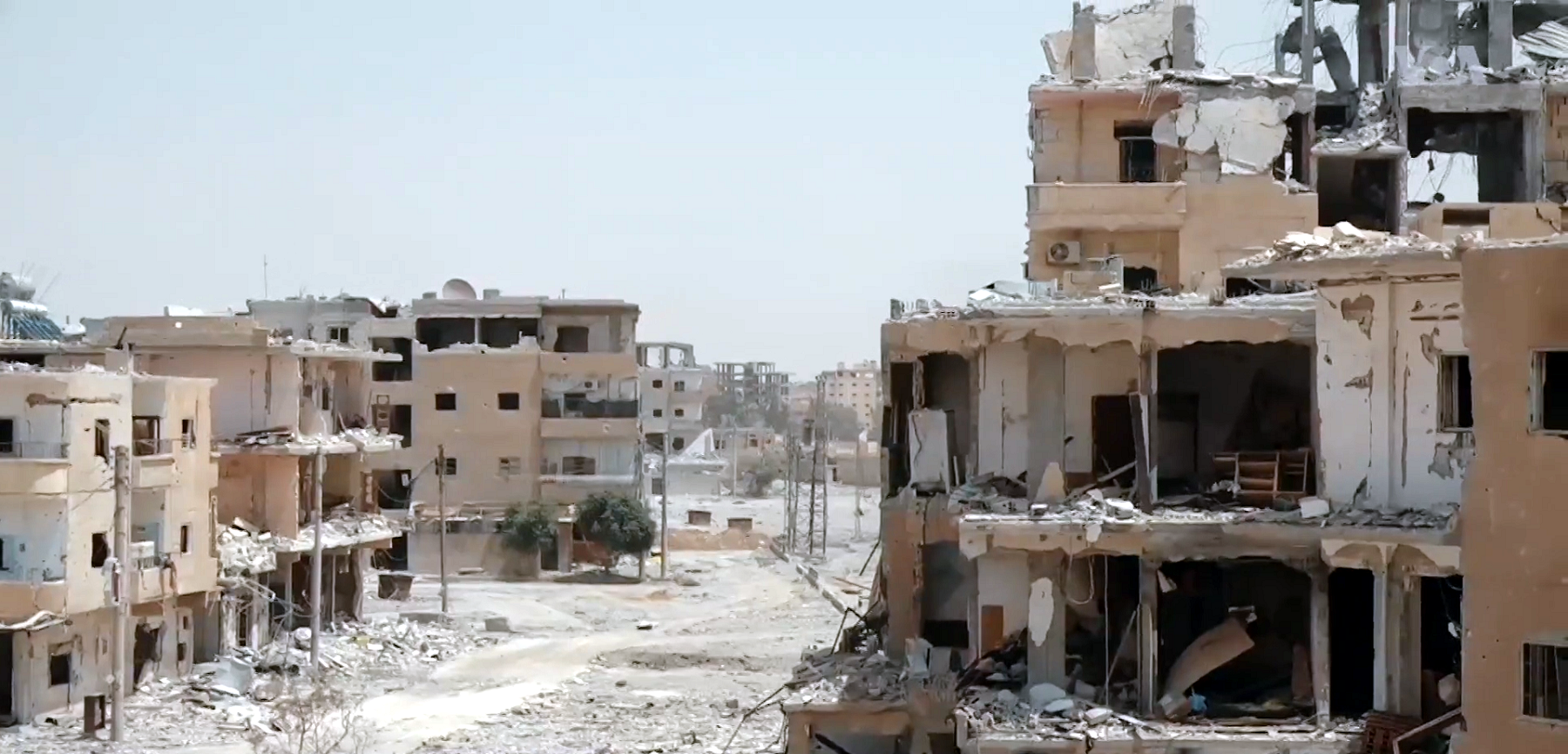
Islamiska statens huvudstad Raqqa föll i oktober 2017 och var totalförstörd efter flera år av bombningar.

Trots segern i Palmyra var Islamiska staten svårt trängd på grund av flera offensiver, och kalifatet stod inför en kollaps. I februari föll staden al-Bab i turkiska händer efter tre månaders strider, och i mars tog kurderna kontrollen över Taqbah-flygplatsen endast 40 km från huvudstaden Raqqa. Samma månad föll Palmyra åter i syriska arméns händer. I juni mötte man sin dittills största motgång då den man förlorade slaget om nyckelstaden Mosul efter ett halvårs strider. Striderna krävde 9 000 civila dödsoffer och resulterade i att staden låg i ruiner. 6 juni inleddes slaget om kalifatets huvudstad Raqqa, som huserade över 300 000 civila, och efter blodiga strider med över 1 000 döda civila föll staden slutligen den 18 oktober. Under striderna blev Mayadin ny huvudstad, men även den föll i oktober samma år. I december hade Islamiska staten förlorat 95% av sitt territorium och Irak deklarerade att ISIS var besegrat inom Irak.

### 2018
När det blev uppenbart att den Islamiska statens dagar var räknade uppgav USA att de tänkte ha en fortsatt militär närvaro i Irak och Syrien även långt efter att organisationen krossats, för att förhindra Syrien och Iran från att erövra de områden som man tillsammans med sina kurdiska allierade befriat. Enligt experter hade dock gruppen fortfarande upp till 10 000 lojala krigare. Under våren lanserade SDF en USA-stöttad offensiv som syftade till att krossa de sista utposteringarna som Islamiska staten hade på gränsen mellan Irak och Syrien.

### 2019
I februari började SDF belägra staden Baghuz, det sista området som kontrollerades av Islamiska staten. Efter tio veckors strider, som var mer intensiva och tog längre tid än väntat, föll staden. Den 23 mars utropade SDF och dess internationella partners en "total seger" över Islamiska staten, som sedan dess har varit utan territorium i Irak och Syrien. USA drog tillbaka större delen av sin insats, men fastän IS saknade territoriell kontroll så fanns många aktiva IS-krigare kvar och IS fortsatte sin verksamhet genom gerillakrigföring och terrorism.
Natten till den 27 oktober dödades organisationens ledare, kalif Abu Bakr al-Baghdadi, i en operation utförd av amerikanska specialstyrkor i nordvästra Syrien. Han efterträddes av Abū Ibrāhīm al-Hāshimi al-Qurashi. 

### Efterspel
Trots att Islamiska staten förlorat allt sitt territorium gör de alltjämt anspråk på ett globalt kalifat, och även om deras aktivitet har minskat så fortsätter de att begå attacker på flera håll i världen, inklusive i Irak och Syrien. Dessa attacker är dock begränsade jämfört med deras tidigare förmåga.
Flera faktorer talar (2023) emot att IS skulle kunna koppla greppet om regionen likt man gjorde 2014. Vid tiden för deras erövringar var den irakiska armén försummad och inbördeskrig rådde i Syrien, vilket bäddade för en snabb expansion. Sedan dess har dock den syriska regeringen kopplat greppet om de icke-kurdiska delarna av sitt territorium, samtidigt som Irak rustat upp rejält. Islamiska staten har heller inte tillgång till den stora mängd vapen man kom över i samband med Mosuls fall. Utöver detta har demografiska förändringar skett i de områden gruppen drivits ut från, då många av dess sympatisörer fördrivits från dessa, vilket innebär att Islamiska staten inte längre har något lokalt stöd. Andra faktorer som talar emot en återkomst är avsaknaden av finansiering, samt att salafismens popularitet minskat.
Det finns samtidigt en risk att Turkiets fortsatta offensiv i norra Syrien kan gynna IS genom att de kurdiska miliser som bekämpat IS är upptagna av strider mot turkiska styrkor. I de kurdiskt kontrollerade områdena i Syrien finns stora fångläger med (sommaren 2022) nästan 12 000 internerade IS-krigare och 60 000 kvinnor och barn med IS-koppling. Om det inte sker någon internationell lösning på vad som ska ske med fångarna och SDF inte lyckas bevaka lägren tillräckligt finns risken att IS-krigare och ungdomar som vuxit upp i lägren tar sig ut och förstärker de IS-grupper som fortfarande agerar i området.

## Förluster
Hur många som dödades och skadades under kriget mot Islamiska staten är mycket svårt att fastslå, delvis för att vissa uppgifter inte går att skilja från dem som gäller andra delar av det syriska inbördeskriget. Nedanstående siffror gör inte anspråk på att vara heltäckande.

### Uppskattade siffror för hela regionen och perioden
Den USA-ledda koalitionen uppskattade hösten år 2017 att 80 000 IS-krigare hade dödats i Irak och Syrien. Den brittisk-baserade organisationen Airwars uppskattar att mellan 8 200 och 13 275 civila dog i den USA-ledda koalitionens bombattacker i Irak och Syrien. Av dessa har 1437 bekräftats av koalitionen.

### Irak 2014–2015
Projektet Iraq Body Count rapporterar 2015 att över 20 000 civila dödades i krigshandlingar under 2014 och ytterligare över 16 000 under 2015. De flesta offren dödades av IS, men många dödades också av irakiska armén och den USA-ledda koalitionens bombningar. Ungefär hälften av de döda civila var tillfångatagna och sedan avrättade av Islamiska staten eller i vissa fall av andra aktörer. Iraq Body Count befarar att siffrorna är ännu högre, då man inte kan utesluta att det finns ännu okända massgravar.
Även siffrorna för de stridande parternas förluster är mycket osäkra. Iraq Body Count anger för perioden juni 2014-december 2015 att över 4000 soldater från irakiska armén och dess allierade har dödats och dessutom över 1500 soldater från kurdiska säkerhetsstyrkor och Peshmerga. Under samma tid dödades ungefär 13 000 IS-krigare i Irak.

### Syrien
The Syrian Observatory for Human Rights (SOHR) publicerade 2021 siffror över inbördeskrigets offer till och med maj samma år. Bland de siffror som specifikt rör kriget mot IS finns följande:
- 13 000 döda ur SDF och syrisk-kurdiska styrkor
- 3 600 döda medlemmar från irakiska Kurdistans arbetarparti som slogs tillsammans med SDF
- 900 döda internationella medverkande i SDF:s styrkor
- Minst 3200 civila och soldater försvunna i IS:s fängelser.
- 9 100 civila dödade av IS
- 41 000 döda IS-medlemmar

SOHR noterar svårigheten med att få fram korrekta siffror, och i och med det syriska inbördeskrigets komplicerade flerfrontskaraktär är det troligt att även andra dödsoffer härrör från kriget mot IS.

### Flyktingar
IS erövringar skapade på kort tid 3,3 miljoner flyktingar enbart i Irak. Den autonoma kurdiska delen av Irak hade i januari 2015 tagit emot 233 000 flyktingar från Syrien och 667 000 från övriga delar av Irak. Antalet flyktingar i grannländerna och asylsökande till Europa blev rekordhöga under 2014 och 2015, vilket berodde på både IS och det syriska inbördeskriget.

## Aktiviteter utanför Irak och Syrien
Sedan kalifatet utropades 2014 har Islamiska staten etablerat sig på flera platser utanför Irak och Syrien. Oftast handlar det om redan existerande jihadistgrupper som svurit trohet åt kaifen Bakr al-Baghdadi och på så vis blivit "provinser" i den Islamiska staten. Sådana grenar finns eller har funnits i bl.a. Afghanistan,. Egypten, Jemen, Libyen och Nigeria.  Grenarna är dock inte alltid centraliserade och kopplingarna mellan dem är relativt okänd då tillförlitlig information är svår att få tag på. Mycket av informationen är baserad på organisationens egna propaganda. Mindre grenar av Islamiska staten finns eller har funnits i ett 20-tal länder. Utöver de som listas ovan är dessa bland annat Algeriet, Azerbajdzjan, Bangladesh, Burkina Faso, Filippinerna, Indien, Indonesien, Israel, Kamerun, Kongo, Libanon, Mali, Mozambique, Niger, Ryssland, Saudiarabien, Somalia, Sudan, Tchad, Tunisien, och Turkiet.